# Tabasqueño (sitio arqueológico)
Tabasqueño es una zona arqueológica de la cultura maya perteneciente a la región de los Chenes localizada en el municipio de Hopelchén del estado de Campeche, México, cuya característica principal es el refinado estilo artístico y arquitectónico de carácter decorativo en las fachadas de sus edificios propio de la región de los Chenes, el sitio constituyó un importante centro regional que data del periodo clásico teniendo un apogeo entre los años 750 al 900 d. C. y una ocupación que se remonta hasta el periodo posclásico. La zona esta edificada siguiendo una compleja orientación astronómica con el propósito de observar sombras y eventos astronómicos. Tabasqueño se divide en 3 grupos principales de arquitectura monumental destacando un gran palacio principal originalmente pintado de rojo con un majestuoso mascarón decorativo en la fachada mostrando el rostro del dios Itzamná.

## Toponimia
Se desconoce el nombre prehispánico original del asentamiento, el nombre "Tabasqueño" fue dado al momento de su descubrimiento en referencia al apodo con el que se le conocía a una persona nativa del estado de Tabasco que administraba el territorio donde se encuentra la zona y que sirvió como referencia para el hallazgo del sitio.

## Ubicación
La zona arqueológica de Tabasqueño se ubica al noreste del estado de Campeche dentro del municipio de Hopelchén cerca del poblado de Las Palmas Uno y a aproximadamente 8 km al noroeste de la comunidad de Dzibalchén, también se encuentra cerca de los sitios mayas de Dzibiltún, a 5 km de Xpulyaxché, 27 km de Dzibilnocac y a 37 km de Dzehkabtún.

## Arquitectura
Tabasqueño alberga arquitectura monumental perteneciente al estilo arquitectónico de los Chenes la cual muestra en sus fachadas numerosos arreglos y representaciones religiosas prehispánicas y se divide en 3 grupos. Los numerosos hallazgos arqueológicos como sus monumentos y arquitectura así como la edificación de sus estructuras siguiendo orientaciones astronómicas demuestran que fue un centro cívico-ceremonial importante dentro de la región de los Chenes. 

### Palacio-templo
El edificio principal de Tabasqueño es el denominado Palacio-templo, una estructura monumental considerada una de las muestras más refinadas del estilo Chenes, este edificio cuenta con 8 habitaciones en la parte baja y una escalinata hacia un templo en la parte superior del que sobresale un gran mascaron de estuco en la fachada con la representación del rostro del dios Itzamná abriéndose, al costado del templo se encuentran 8 mascarones en cada esquina. De acuerdo al reporte original de su descubrimiento el edificio estaba pintado de un tono rojo brillante el cual aún es visible en algunas secciones. El Palacio-templo fue construido con una precisa orientación astronómica que genera un fenómeno de luces en las paredes del edificio durante el solsticio de verano al amanecer y atardecer.

## Historia
El sitio fue descubierto y documentado por primera vez por el arqueólogo Teobert Maler en 1895 durante una expedición arqueológica en la región de los Chenes.